# Fernando Cagigal y Mac Swing
Fernando Cagigal de la Vega y Mac Swing (su apellido aparece bien como Cagigal o Cagigal de la Vega), cuarto marqués de Casa Cagigal (Hoz de Anero, Cantabria, 1756 - Barcelona, 1824) fue dramaturgo y poeta español.

## Biografía
Bautizado como Fernando José, era hijo del Teniente General Felipe Cagigal Niño, III marqués de Casa Cagigal y su esposa Mª Theresa Mac Swing, nació en Hoz de Anero, Cantabria en 1756. Fue su hermano Juan Manuel Cagigal y Mac Swing.
Se dedicó a la carrera militar. Entre 1803 y 1809 fue capitán general de las Islas Canarias. Luchó en la Guerra de la Independencia, donde fue mariscal de campo de Infantería. También fue teniente de granaderos en la Guardia Real y caballero gran cruz de la Orden de San Hermenegildo, que recibió en 1816.

## Obras
Aparte obras técnicas sobre su profesión militar, destacó sobre todo como dramaturgo y poeta. El matrimonio tratado (1817) y La educación (1818) defienden la enseñanza de la juventud en las ideas ilustradas. Ataca la intransigencia y vacuidad tradicionales, a las que opone el gusto por las ciencias, el teatro y las buenas lecturas de los neoclásicos. Los muchachos así educados alcanzan a ser modelos sociales de ciudadanos y buenos hijos. El matrimonio tratado tiene un fondo similar a El sí de las niñas, de Moratín. En ambas comedias hay un marcado proceso social: el amor está para llegar al matrimonio, y éste, si es correcto, estará subordinado al racionalismo (ni matrimonios desiguales ni apasionamiento). Los jóvenes deben ser cultos para ayudar a la mejora nacional. Si obedecen y respetan a sus cultos padre, serán felices. Y si los padres se obstinan en mantener ideas periclitadas, harán la infelicidad de sus hijos y contribuirán al retraso nacional. Los perezosos (en verso, 1819) muestra los males derivados de la falta de control sobre los hijos en la pasión invencible de Casilda, que será casi seducida. Contiene un ataque de abulia que imposibilita el progreso científico y cultural y conduce a la penuria personal y social. La sociedad sin máscara (1818) denuncia las desdichas que se derivan de educar a los hijos en la hipocresía social. Pero su obra de más éxito fue sin duda Fábulas y romances militares (Barcelona, 1817), un manual de didáctica militar en verso que emplea fábulas con moraleja. Sus romances versan sobre la Guerra de la Independencia. Otras obra suyas son la tragedia La muerte de Luis XVI, Madrid, 1826; Corrección fraterna a los falsos filósofos, Barcelona, 1829; Federico y Voltaire en la Quinta de Potsdam, Zaragoza, 1829 (pero estrenada en El Escorial el 4 de noviembre de 1825), Crispina y Derval, o el tesón, Barcelona, 1833 etc.